# Sóng trọng trường

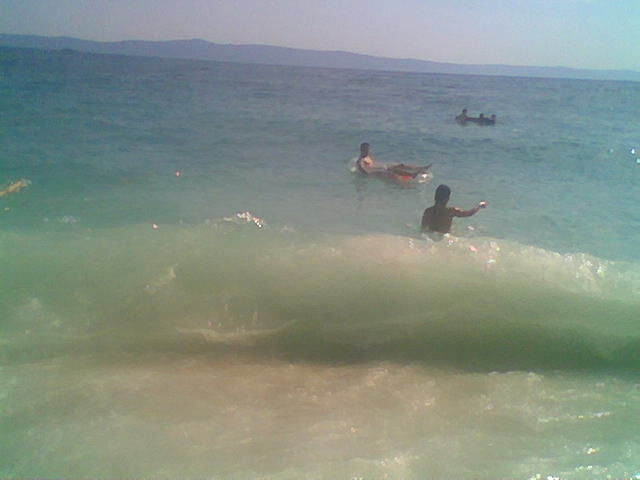
Sóng trọng trường, đổ vào một bờ biển đại dương.

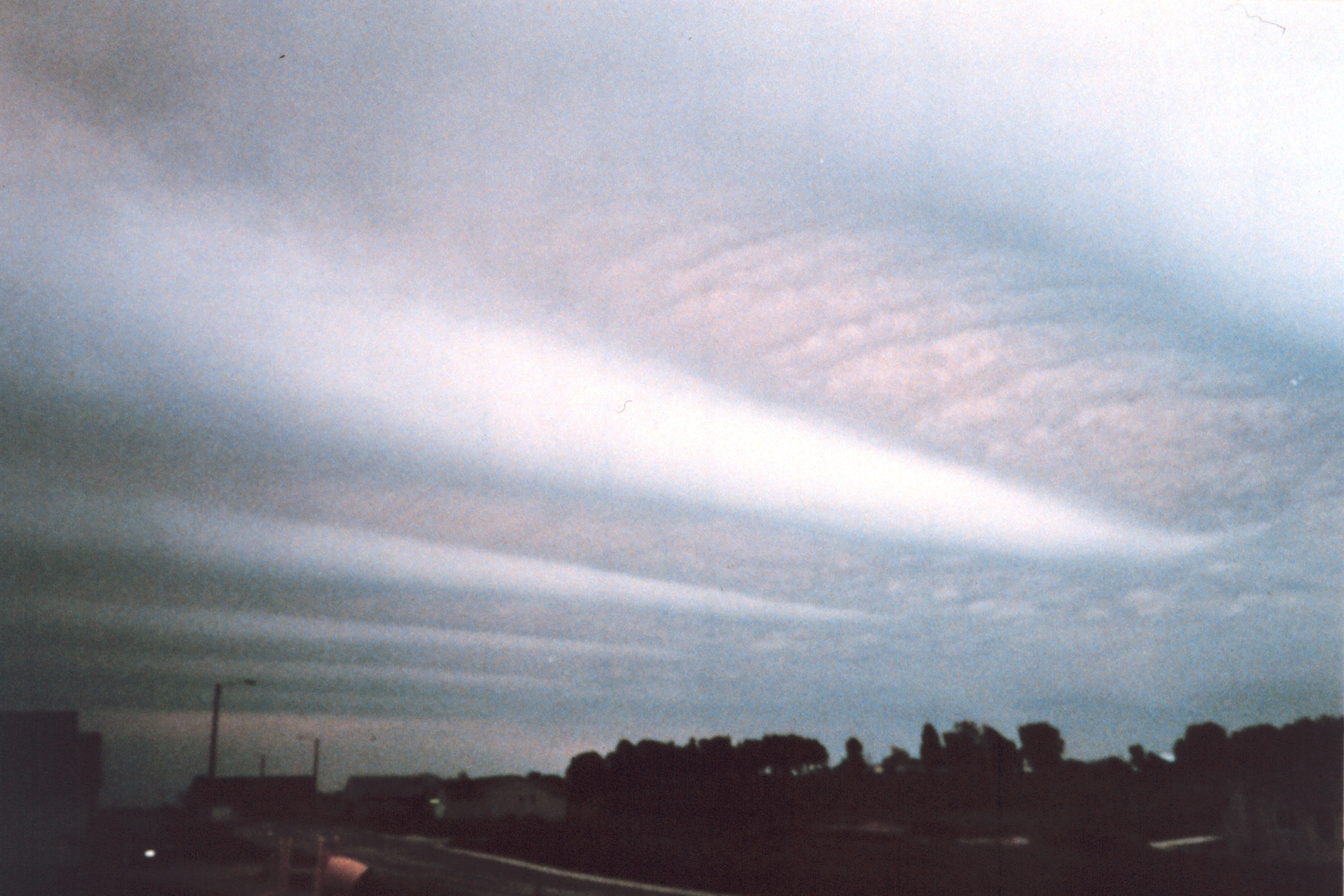
Sóng mây trên bầu trời Theresa, Wisconsin, Hoa Kỳ.

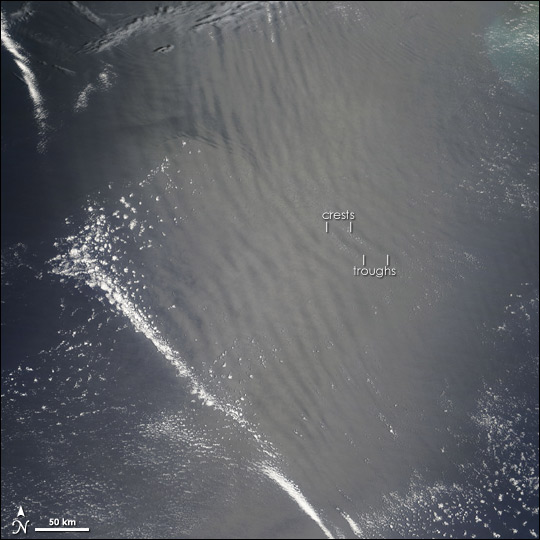
Sóng trọng trường trong khí quyển, nhìn từ không gian.

Trong động lực học chất lưu, sóng trọng trường, hay sóng trọng lực, là các sóng được sinh ra trong môi trường chất lưu hoặc tại mặt tiếp giáp giữa hai môi trường, do tác động của lực trọng trường hay lực đẩy Ácsimét theo xu hướng khôi phục lại trạng thái cân bằng. Một ví dụ về sóng trọng trường tại mặt tiếp giáp là giữa bầu khí quyển và đại dương, làm phát sinh sóng biển.
Sóng trọng trường sẽ phát sinh khi có ít nhất một phần của chất lưu bị di chuyển khỏi vị trí cân bằng. Sự phục hồi về trạng thái cân bằng của chất lưu sẽ tạo ra một chuyển động qua lại trong nó, được gọi là một quỹ đạo sóng. Sóng trọng trường trên mặt tiếp giáp giữa khí quyển và đại dương được gọi là sóng trọng trường bề mặt hay sóng bề mặt; còn sóng trọng trường ở trong chất lưu (như giữa các vùng có mật độ khối lượng khác nhau) được gọi là sóng nội bộ. Sóng biển do gió gây ra trên bề mặt biển là ví dụ của sóng trọng trường bề mặt, bao gồm cả sóng thần.
Sóng trọng trường do gió gây ra trên mặt thoáng của ao hồ, biển và đại dương trên Trái Đất có chu kỳ từ 0,3 đến 30 giây (tần số từ 3 Hz đến 0,03 Hz). Các sóng có bước sóng ngắn hơn chịu thêm ảnh hưởng của sức căng bề mặt và được gọi là sóng trọng-mao và (nếu hầu như không ảnh hưởng bởi trọng lực) sóng mao dẫn. Ngoài ra, cái gọi là sóng ngoại trọng trường, gây ra bởi tương tác sóng hạ điều hòa phi tuyến trong sóng biển, có chu kỳ dài hơn sóng biển tương ứng.

## Động lực học khí quyển Trái Đất
Trong khí quyển Trái Đất, sóng trọng trường là một cơ chế để chuyển dịch động lượng từ tầng đối lưu đến tầng bình lưu và tầng trung lưu. Sóng trọng trường được tạo ra trong tầng đối lưu là do tác động của các frông thời tiết hoặc bởi các dòng khí thổi qua vùng núi. Lúc đầu sóng lan truyền trong khí quyển với tốc độ trung bình gần như không đổi. Nhưng khi những con sóng tiếp cận tầng khí loãng hơn ở độ cao lớn hơn, biên độ sóng sẽ tăng lên, và hiệu ứng phi tuyến sẽ làm phá vỡ sóng, chuyển động lượng của sóng thành động lượng của dòng chảy. Sự trao đổi động lượng này gây ra những hiện tượng khí quyển ở quy mô lớn. Ví dụ, nó đóng góp một phần cho việc duy trì các Dao động Hai năm, trong khí quyển Trái Đất, và trong tầng trung lưu, nó được cho là nguyên nhân chính gây nên Dao động Nửa năm. Vì vậy, sóng trọng trường đóng một vai trò quan trọng trong động lực học của các tầng khí quyển ở bên dưới.
Do tác động của sóng trọng trường, những đám mây có thể trông giống như mây altostratus undulatus, và đôi khi gây ra nhầm lẫn, dù cơ chế hình thành là khác nhau.

## Mô tả định lượng

### Trong nước sâu
Tốc độ pha c trong một sóng trọng trường tuyến tính với bước sóng k được tính bởi công thức:
{\displaystyle c={\sqrt {\frac {g}{k}}},}
ở đây g là gia tốc trọng trường. Nếu sức căng bề mặt đóng vai trò quan trọng, tốc độ pha sẽ là:
{\displaystyle c={\sqrt {{\frac {g}{k}}+{\frac {\sigma k}{\rho }}}},}
với σ là hệ số sức căng bề mặt, và ρ là mật độ khối lượng.
Vì c = ω/k là tốc độ pha được biểu diễn theo tần số góc ω và số sóng k, tần số góc của sóng trọng trường có thể được viết là
{\displaystyle \omega ={\sqrt {gk}}.}
Tốc độ nhóm của sóng (tốc độ mà một bó sóng cùng di chuyển) được tính bởi công thức
{\displaystyle c_{g}={\frac {d\omega }{dk}},}
và vì vậy, đối với sóng trọng trường,
{\displaystyle c_{g}={\frac {1}{2}}{\sqrt {\frac {g}{k}}}={\frac {1}{2}}c.}
Như vậy, tốc độ nhóm bằng một nửa tốc độ pha. Sóng mà có tốc độ nhóm khác với tốc độ pha được gọi là sóng tán sắc.

### Trong nước nông
Sóng trọng trường trong vùng nước nông (nơi mà độ sâu ngắn hơn nhiều so bước sóng) không bị tán sắc: cả tốc độ nhóm và tốc độ pha đều bằng nhau và độc lập với bước sóng và tần số. Với độ sâu h,
{\displaystyle c_{p}=c_{g}={\sqrt {gh}}.}

## Sóng do gió gây ra
Sóng biển được tạo ra bởi sự chuyển dịch năng lượng từ gió trong không khí xuống bề mặt đại dương, và sóng mao-trọng đóng một vai trò quan trọng trong hiệu ứng này. Có hai cơ chế khác nhau tham gia vào quá trình hình thành sóng biển, được đặt tên theo những người đề xuất ra chúng, Phillips và Miles.
Trong công trình của Phillips, bề mặt đại dương được tưởng tượng là phẳng trong trạng thái ban đầu, sau đó có một nhiễu loạn gây ra bởi gió thổi trên bề mặt. Khi một dòng chảy bị làm nhiễu, sẽ có những biến động ngẫu nhiên của trường vận tốc, trên nền  một luồng chảy trung bình (trái ngược với dòng chảy phân tầng, trong đó chất lưu chuyển động một cách có trật tự và trơn tru). Biến động của trường vận tốc gây ra biến động ứng suất tại mặt tiếp giáp khí quyển và nước (theo cả phương tiếp tuyến và phương vuông góc với mặt tiếp giáp). Biến động của ứng suất theo phương vuông góc với mặt tiếp giáp, tương đương với biến động áp suất, kích thích dao động sóng tuần hoàn. Nếu tần số và số sóng (ω và k) của áp lực kích thích này trùng với tần số dao động tự nhiên của sóng mao-trọng, cộng hưởng sẽ xảy ra, và biên độ sóng sẽ lớn dần. Như với các hiệu ứng cộng hưởng nói chung, biên độ sóng sẽ tăng một cách tuyến tính theo thời gian.
Lúc này, mặt tiếp giáp không khí với nước xuất hiện những chỗ gồ ghề do các sóng mao-trọng, và giai đoạn thứ hai làm sóng tiếp tục phát triển sẽ diễn ra. Sóng sẽ hình thành trên bề mặt một cách tự nhiên theo cơ chế nêu trên, hoặc trong điều kiện phòng thí nghiệm, bằng cách tương tác với các dòng chảy trung bình có chứa nhiễu loạn, theo mô tả bởi Miles. Cơ chế do Miles mô tả được gọi là cơ chế lớp tới hạn. Một lớp tới hạn được hình thành tại độ cao có tốc độ sóng c bằng với tốc độ dòng chảy hỗn loạn trung bình U. Với dòng chảy hỗn loạn, trắc đồ tốc độ tuân theo hàm lôgarít, và đạo hàm bậc hai của nó là âm. Đây chính là điều kiện để dòng chảy trung bình có thể truyền năng lượng lên mặt tiếp giáp, thông qua các lớp tới hạn. Việc cung cấp năng lượng cho mặt tiếp giáp sẽ dần bị mất ổn định và làm cho biên độ sóng trên lớp tiếp giáp tăng dần theo thời gian. Giống như các bất ổn định tuyến tính nói chung, tốc độ tăng trưởng nhiễu loạn, trong giai đoạn này, tăng nhanh theo hàm mũ của thời gian.
Cơ chế Miles–Phillips sẽ tiếp tục cho đến khi một trạng thái cân bằng đạt được, hoặc cho đến khi gió ngừng cấp năng lượng cho những cơn sóng hoặc cho đến khi các con sóng chạy đến bờ biển, sau khi đã chạy hết chiều dài đại dương.